# Ochrosis ventralis
Ochrosis ventralis är en skalbaggsart som först beskrevs av Johann Karl Wilhelm Illiger 1807.  Ochrosis ventralis ingår i släktet Ochrosis, och familjen bladbaggar. Arten har ej påträffats i Sverige.

## Bildgalleri

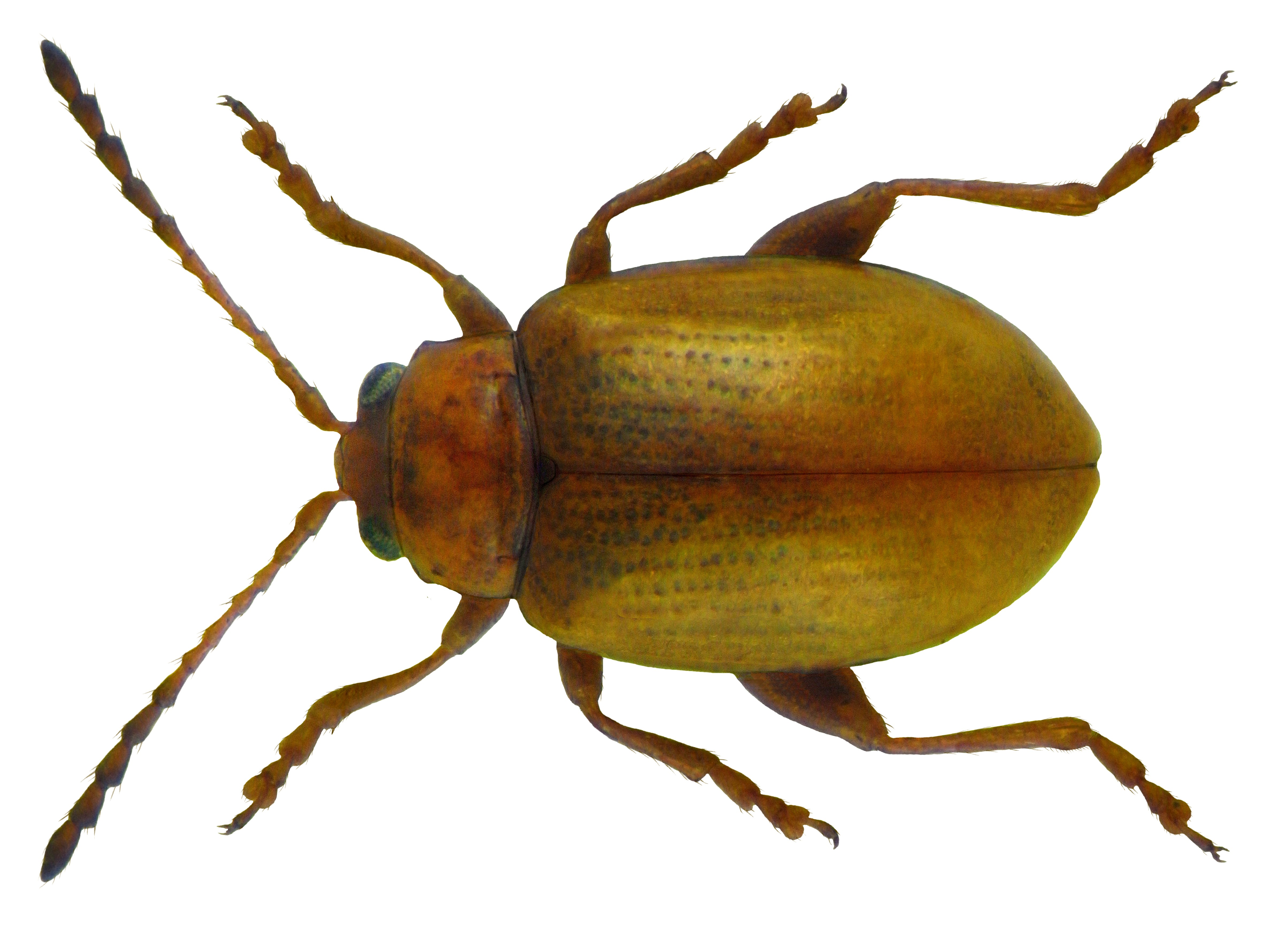